# Francisco Hervé
Francisco Hervé Allamand es un geólogo chileno conocido por sus contribuciones a la paleogeografía y tectónica de Chile y la Antártida.
Junto con I. Fuenzalida, E. Araya y A. Solano describieron la falla Liquiñe-Ofqui en 1979.
En 2012 escribe una columna en el blog del periódico chileno El Mercurio  expresando su preocupación a causa de la aparición repentina de nuevas carreras universitarias de geología ofrecidas tanto por universidades públicas y privadas tradicionales y no tradicionales, señalando que  conceder estas nuevas oportunidades de educación superior implica tareas complejas y costosas.